# A Rákospalotai EAC 2005–2006-os szezonja
A Rákospalotai EAC 2005–2006-os szezonja szócikk a Rákospalotai EAC első számú férfi labdarúgócsapatának egy szezonjáról szól.

## Mérkőzések
| Színmagyarázat | Színmagyarázat |
| -------------- | -------------- |
|                | Győzelem.      |
|                | Döntetlen.     |
|                | Vereség.       |

### Borsodi Liga 2005–06

#### Őszi fordulók
| 1. forduló 2005. július 30. 18:00 |

| Rákospalotai EAC               | 1 – 2   | MTK Budapest                  |
| ------------------------------ | ------- | ----------------------------- |
| Balogh 42' (öngól) Kapcsos 52' | (1 – 1) | Kanta 27' 41' Czvitkovics 74' |

| Budai II László Stadion, Budapest Nézőszám: 3 500 Játékvezető: Erdős József (magyar) |

| 2. forduló 2005. augusztus 6. 19:00 |

| Győri ETO                                       | 2 – 2   | Rákospalotai EAC                                       |
| ----------------------------------------------- | ------- | ------------------------------------------------------ |
| Kenesei 61' 14' Bajzát 68' Makra 43' Vincze 55' | (0 – 1) | Török 29' Polonkai 67' Nagy 49′ Földvári 51' Cseri 60′ |

| ETO Park, Győr Nézőszám: 4 500 Játékvezető: Saskőy Szabolcs (magyar) |

| 3. forduló 2005. augusztus 20. 17:00 |

| Rákospalotai EAC                       | 2 – 3   | Újpest                                                               |
| -------------------------------------- | ------- | -------------------------------------------------------------------- |
| Somorjai 44' Földvári 50' Polonkai 45' | (1 – 2) | Kovács 6' 25' Kőhalmi 81' Böjte 18' Vanczák 34′ Rajczi 43' Vaskó 83' |

| Budai II László Stadion, Budapest Nézőszám: 6 000 Játékvezető: Dubraviczky Attila (magyar) |

| 4. forduló 2005. augusztus 28. 17:00 |

| Rákospalotai EAC    | 0 – 2   | Diósgyőr                                                          |
| ------------------- | ------- | ----------------------------------------------------------------- |
| Nagy 19' Virágh 32' | (0 – 0) | Horváth 85' Tisza 89' 22' Kövesfalvi 55' Mogyorósi 76' Katona 82′ |

| Budai II László Stadion, Budapest Nézőszám: 4 000 Játékvezető: Kassai Viktor (magyar) |

| 5. forduló 2005. szeptember 17. 16:00 |

| Rákospalotai EAC                                     | 0 – 3   | Vasas                                                                 |
| ---------------------------------------------------- | ------- | --------------------------------------------------------------------- |
| Sallai 20' Török 27' Kovács 55' Horváth 56' Nagy 89' | (0 – 1) | Salamon 15' Gyánó 51' 75' Rósa 89' (11-esből) Molnár 31' Bárányos 56′ |

| Budai II László Stadion, Budapest Nézőszám: 3 000 Játékvezető: Hanacsek Attila (magyar) |

| 6. forduló 2005. szeptember 24. 16:00 |

| Rákospalotai EAC                   | 1 – 2   | FC Fehérvár                        |
| ---------------------------------- | ------- | ---------------------------------- |
| Somorjai 75' Virágh 23' Sallai 82' | (0 – 1) | Sitku 37' 60' Kuttor 25' Tudor 81' |

| Budai II László Stadion, Budapest Nézőszám: 1 500 Játékvezető: Fábián Mihály (magyar) |

| 7. forduló 2005. október 1. 18:00 |

| Pécsi MFC                                  | 4 – 0   | Rákospalotai EAC |
| ------------------------------------------ | ------- | ---------------- |
| Kulcsár 48' Tarcsa 52' 75' Pavičević 90+1' | (0 – 0) |                  |

| PMFC Stadion, Pécs Nézőszám: 1 500 Játékvezető: Gergely Sándor (magyar) |

| 8. forduló 2005. október 15. 15:00 |

| Rákospalotai EAC                           | 1 – 2   | Debreceni VSC               |
| ------------------------------------------ | ------- | --------------------------- |
| Nyerges 68' Nagy 32' Virágh 44' Németh 72' | (0 – 1) | Máté 32' 26' Sándor 62' 71' |

| Budai II László Stadion, Budapest Nézőszám: 2 000 Játékvezető: Szarka Zoltán (magyar) |

| 9. forduló 2005. október 22. 14:30 |

| FC Tatabánya                                             | 4 – 0   | Rákospalotai EAC |
| -------------------------------------------------------- | ------- | ---------------- |
| Márkus 23' 66' Hajdú 60' Nagy 74' Kerényi 28' Rajnay 51' | (1 – 0) | Kapcsos 16'      |

| Városi Stadion, Tatabánya Nézőszám: 2 000 Játékvezető: Saskőy Szabolcs (magyar) |

| 10. forduló 2005. október 29. 18:00 |

| Rákospalotai EAC                                                        | 1 – 0   | FC Sopron |
| ----------------------------------------------------------------------- | ------- | --------- |
| Nyerges 90+2' (11-esből) 83' Nagy 43' Virágh 77' Horváth 81' Kovács 87' | (0 – 0) | Cotan 41' |

| Budai II László Stadion, Budapest Nézőszám: 1 500 Játékvezető: Makai János (magyar) |

| 11. forduló 2005. november 5. 18:00 |

| Ferencváros                            | 0 – 2   | Rákospalotai EAC                        |
| -------------------------------------- | ------- | --------------------------------------- |
| Tímár 17′, 76′ Balog 34' Jovánczai 43' | (0 – 0) | Török 57' Torma 78' Kovács 19' Nagy 43' |

| Üllői úti stadion, Budapest Nézőszám: 4 000 Játékvezető: Sápi Csaba (magyar) |

| 12. forduló 2005. november 19. 13:00 |

| Rákospalotai EAC                              | 1 – 3   | Budapest Honvéd                                                           |
| --------------------------------------------- | ------- | ------------------------------------------------------------------------- |
| Nyerges 16' (11-esből) Somorjai 51' Torma 68' | (1 – 1) | André Alves 25' (11-esből) Lobo 48' Dobos 76' Kovács N. 15' Kovács Z. 62' |

| Budai II László Stadion, Budapest Nézőszám: 2 500 Játékvezető: Vad II. István (magyar) |

| 13. forduló 2005. november 26. 17:00 |

| Lombard Pápa                                      | 1 – 3   | Rákospalotai EAC                               |
| ------------------------------------------------- | ------- | ---------------------------------------------- |
| Hercegfalvi 44' Müller 69′ Lászka 74' Herczeg 84' | (1 – 1) | Cseri 21' 7' Nyerges 70' Torma 88' Horváth 64' |

| Perutz Stadion, Pápa Nézőszám: 700 Játékvezető: Fábián Mihály (magyar) |

| 14. forduló 2005. december 3. 13:00 |

| Rákospalotai EAC    | 2 – 1   | Zalaegerszegi TE        |
| ------------------- | ------- | ----------------------- |
| Torma 31' Cseri 43' | (2 – 1) | Montvai 29' Bojović 73' |

| Budai II László Stadion, Budapest Nézőszám: 800 Játékvezető: Arany Tamás (magyar) |

| 15. forduló 2005. december 10. 15:00 |

| Kaposvári Rákóczi                                              | 1 – 0   | Rákospalotai EAC               |
| -------------------------------------------------------------- | ------- | ------------------------------ |
| Oláh 28' 79′ Hegedűs 65' Maróti 75' Bank 76' Kovácsevics 90+2' | (1 – 0) | Németh 64' Sallai 79′ Nagy 79′ |

| Rákóczi Stadion, Kaposvár Nézőszám: 2 500 Játékvezető: Szarka Zoltán (magyar) |

#### Tavaszi fordulók
| 16. forduló 2006. február 25. 16:20 |

| MTK Budapest | 1 – 0   | Rákospalotai EAC |
| ------------ | ------- | ---------------- |
| Németh 65'   | (0 – 0) | Nagy 59'         |

| Hidegkuti Nándor Stadion, Budapest Nézőszám: 1 000 Játékvezető: Bede Ferenc (magyar) |

| 17. forduló 2006. március 4. 14:30 |

| Rákospalotai EAC                                  | 1 – 2   | Győri ETO                                      |
| ------------------------------------------------- | ------- | ---------------------------------------------- |
| Nyerges 48' 73' Polonkai 29' Torma 44' Kovács 62' | (0 – 1) | Priskin 15' 20' Vincze 81' (11-esből) Bank 54' |

| Budai II László Stadion, Budapest Nézőszám: 1 000 Játékvezető: Fábián Mihály (magyar) |

| 18. forduló 2006. március 11. 16:00 |

| Újpest                    | 2 – 0   | Rákospalotai EAC                   |
| ------------------------- | ------- | ---------------------------------- |
| Rajczi 45' 86' Sándor 15' | (1 – 0) | Kapcsos 38' Tamási 41' Horváth 48' |

| Szusza Ferenc Stadion, Budapest Nézőszám: 4 320 Játékvezető: Saskőy Szabolcs (magyar) |

| 19. forduló 2006. március 18. 16:00 |

| Diósgyőr                              | 1 – 1   | Rákospalotai EAC                                     |
| ------------------------------------- | ------- | ---------------------------------------------------- |
| Szögedi 76' Mogyorósi 13' Vitelki 42' | (0 – 0) | Polonkai 81' 28' Cseri 58' Sallai 70' Földvári 90+4′ |

| DVTK-stadion, Miskolc Nézőszám: 3 000 Játékvezető: Solymosi Péter (magyar) |

| 20. forduló 2006. március 25. 17:00 |

| Vasas                               | 2 – 2   | Rákospalotai EAC                 |
| ----------------------------------- | ------- | -------------------------------- |
| Gyánó 30' 32' Kapič 60' Hegedűs 88' | (2 – 1) | Torma 2' Polonkai 86' Nagy 90+2' |

| Illovszky Rudolf Stadion, Budapest Nézőszám: 3 000 Játékvezető: Gergely Sándor (magyar) |

| 21. forduló 2006. március 31. 19:00 |

| FC Fehérvár                | 3 – 1   | Rákospalotai EAC        |
| -------------------------- | ------- | ----------------------- |
| Sitku 6' 50' Csizmadia 89' | (1 – 0) | Polonkai 65' Koltai 67' |

| Sóstói Stadion, Székesfehérvár Nézőszám: 1 800 Játékvezető: Erdős József (magyar) |

| 22. forduló 2006. április 8. 16:30 |

| Rákospalotai EAC          | 1 – 1   | Pécsi MFC                                         |
| ------------------------- | ------- | ------------------------------------------------- |
| Nyerges 90+1' Horváth 74' | (0 – 1) | Schindler 45' 78' Dienes 24' Győri 39' Lantos 80' |

| Budai II László Stadion, Budapest Nézőszám: 1 000 Játékvezető: Saskőy Szabolcs (magyar) |

| 23. forduló 2006. április 14. 19:00 |

| Debreceni VSC                                                               | 6 – 1   | Rákospalotai EAC                 |
| --------------------------------------------------------------------------- | ------- | -------------------------------- |
| Halmosi 5' 27' Brnović 50' 56' 67' Horváth 72' (öngól) Bernáth 18' Böőr 36' | (2 – 1) | Polonkai 10' Torma 13' Cseri 77' |

| Oláh Gábor utcai stadion, Debrecen Nézőszám: 4 000 Játékvezető: Andó-Szabó Sándor (magyar) |

| 24. forduló 2006. április 22. 17:00 |

| Rákospalotai EAC              | 0 – 2   | FC Tatabánya                     |
| ----------------------------- | ------- | -------------------------------- |
| Dinka 26' Sallai 40' Nagy 48' | (0 – 2) | Vámosi 5' Ngalle 18' Megyesi 38' |

| Budai II László Stadion, Budapest Nézőszám: 1 200 Játékvezető: Sápi Csaba (magyar) |

| 25. forduló 2006. április 29. 18:00 |

| FC Sopron | 0 – 1   | Rákospalotai EAC                           |
| --------- | ------- | ------------------------------------------ |
|           | (0 – 1) | Török 1' Horváth 4' Somorjai 8' Kovács 50' |

| Káposztás utcai Stadion, Sopron Nézőszám: 1 500 Játékvezető: Solymosi Péter (magyar) |

| 26. forduló 2006. május 6. 15:00 |

| Rákospalotai EAC        | 1 – 0   | Ferencváros                      |
| ----------------------- | ------- | -------------------------------- |
| Polonkai 69' Sallai 89' | (0 – 0) | Tímár 4' Jovánczai 33' Balog 68' |

| Budai II László Stadion, Budapest Nézőszám: 4 000 Játékvezető: Bede Ferenc (magyar) |

| 27. forduló 2006. május 13. 19:00 |

| Budapest Honvéd                                           | 1 – 3   | Rákospalotai EAC                                                 |
| --------------------------------------------------------- | ------- | ---------------------------------------------------------------- |
| Baranyai 20' Benjamin 33′ Bozori 76' Takács 78' Dobos 85' | (1 – 1) | Somorjai 1' 49' Polonkai 90+3' Horváth 27' Nagy 43' Földvári 64' |

| Bozsik József Stadion, Budapest Nézőszám: 1 200 Játékvezető: Sápi Csaba (magyar) |

| 28. forduló 2006. május 20. 18:00 |

| Rákospalotai EAC                                              | 2 – 2   | Lombard Pápa                                            |
| ------------------------------------------------------------- | ------- | ------------------------------------------------------- |
| Földvári 34' Nyerges 64' (11-esből) Polonkai 90′ Szirtesi 90' | (1 – 1) | Kozarek 9' Manoel 73' 90′ Gaál 20' Farkas 27' Varga 64' |

| Budai II László Stadion, Budapest Nézőszám: 1 500 Játékvezető: Megyebíró János (magyar) |

| 29. forduló 2006. május 27. 19:00 |

| Zalaegerszegi TE                    | 3 – 0   | Rákospalotai EAC         |
| ----------------------------------- | ------- | ------------------------ |
| Sebők J. 6' Józsi 12' 72' Csóka 43' | (2 – 0) | Kapcsos 18' Földvári 67' |

| ZTE Aréna, Zalaegerszeg Nézőszám: 2 500 Játékvezető: Bede Ferenc (magyar) |

| 30. forduló 2006. június 3. 18:00 |

| Rákospalotai EAC | 0 – 3   | Kaposvári Rákóczi                                               |
| ---------------- | ------- | --------------------------------------------------------------- |
| Nagy 90'         | (0 – 0) | André Alves 47' Zsolnai 62' Pintér 76' Finta 52' Vasiljević 77' |

| Budai II László Stadion, Budapest Nézőszám: 1 200 Játékvezető: Solymosi Péter (magyar) |

#### Végeredmény
|    | Csapat            | Játszott | Gy | D  | V  | L  | K  | GK  | Pont |
| -- | ----------------- | -------- | -- | -- | -- | -- | -- | --- | ---- |
| 1  | Debreceni VSC     | 30       | 20 | 8  | 2  | 69 | 34 | +35 | 68   |
| 2  | Újpest            | 30       | 20 | 5  | 5  | 74 | 37 | +37 | 65   |
| 3  | FC Fehérvár       | 30       | 19 | 7  | 4  | 52 | 24 | +28 | 64   |
| 4  | MTK Budapest      | 30       | 18 | 6  | 6  | 65 | 33 | +32 | 60   |
| 5  | FC Tatabánya      | 30       | 11 | 8  | 11 | 46 | 45 | +1  | 41   |
| 6  | Ferencváros       | 30       | 10 | 11 | 9  | 43 | 38 | +5  | 41   |
| 7  | Kaposvári Rákóczi | 30       | 10 | 7  | 13 | 35 | 41 | -6  | 37   |
| 8  | Diósgyőr          | 30       | 10 | 7  | 13 | 33 | 44 | -11 | 37   |
| 9  | Győri ETO         | 30       | 9  | 9  | 12 | 47 | 50 | -3  | 36   |
| 10 | FC Sopron         | 30       | 9  | 8  | 13 | 39 | 39 | 0   | 35   |
| 11 | Zalaegerszegi TE  | 30       | 9  | 8  | 13 | 42 | 47 | -5  | 35   |
| 12 | Pécsi MFC         | 30       | 8  | 9  | 13 | 37 | 41 | -4  | 33   |
| 13 | Budapest Honvéd   | 30       | 8  | 9  | 13 | 33 | 52 | -19 | 33   |
| 14 | Rákospalotai EAC  | 30       | 7  | 5  | 18 | 30 | 59 | -29 | 26   |
| 15 | Vasas             | 30       | 5  | 10 | 15 | 32 | 47 | -15 | 25   |
| 16 | Lombard Pápa      | 30       | 5  | 7  | 18 | 30 | 76 | -46 | 22   |

1. ↑  Intertotó-kupa induló

#### Helyezések fordulónként
| Forduló  | 1  | 2  | 3  | 4  | 5  | 6  | 7  | 8  | 9  | 10 | 11 | 12 | 13 | 14 | 15 | 16 | 17 | 18 | 19 | 20 | 21 | 22 | 23 | 24 | 25 | 26 | 27 | 28 | 29 | 30 |
| -------- | -- | -- | -- | -- | -- | -- | -- | -- | -- | -- | -- | -- | -- | -- | -- | -- | -- | -- | -- | -- | -- | -- | -- | -- | -- | -- | -- | -- | -- | -- |
| Helyszín | O  | I  | O  | O  | O  | O  | I  | O  | I  | O  | I  | O  | I  | O  | I  | I  | O  | I  | I  | I  | I  | O  | I  | O  | I  | O  | I  | O  | I  | O  |
| Eredmény | V  | D  | V  | V  | V  | V  | V  | V  | V  | GY | GY | V  | GY | GY | V  | V  | V  | V  | D  | D  | V  | D  | V  | V  | GY | GY | GY | D  | V  | V  |
| Helyezés | 16 | 13 | 14 | 16 | 16 | 16 | 16 | 16 | 16 | 15 | 15 | 15 | 14 | 14 | 15 | 15 | 15 | 15 | 15 | 15 | 15 | 15 | 15 | 15 | 15 | 14 | 14 | 14 | 14 | 14 |

Helyszín: O = Otthon; I = Idegenben. Eredmény: GY = Győzelem; D = Döntetlen; V = Vereség.

#### Eredmények összesítése
Az alábbi táblázatban összesítve szerepelnek a Rákospalotai EAC 2005/06-os bajnokságban elért eredményei.
| Ősz/tavasz (forduló)    | Otthon | Otthon | Otthon | Otthon | Otthon | Otthon | Otthon | Idegenben | Idegenben | Idegenben | Idegenben | Idegenben | Idegenben | Idegenben |
| Ősz/tavasz (forduló)    | M      | GY     | D      | V      | LG–KG  | GK     | P      | M         | GY        | D         | V         | LG–KG     | GK        | P         |
| ----------------------- | ------ | ------ | ------ | ------ | ------ | ------ | ------ | --------- | --------- | --------- | --------- | --------- | --------- | --------- |
| Őszi szezon (1–15.)     | 9      | 2      | 0      | 7      | 9–18   | –9     | 6      | 6         | 2         | 1         | 3         | 7–12      | –5        | 7         |
| Tavaszi szezon (16–30.) | 6      | 1      | 2      | 3      | 5–10   | –5     | 5      | 9         | 2         | 2         | 5         | 9–19      | –10       | 8         |
| Összesen (1–30.)        | 15     | 3      | 2      | 10     | 14–28  | –14    | 11     | 15        | 4         | 3         | 8         | 16–31     | –15       | 15        |

## Külső hivatkozások
- A csapat hivatalos honlapja
- A csapat mérkőzései a transfermarkt.de-n (németül)